# Colony 5
I Colony 5 sono un gruppo musicale Synthpop/EBM svedese.

## Formazione
- P-O Svensson (1999 –)
- Magnus Löfdahl (1999 – 2001)
- Johan Nilsson (2001 – 2003)
- Magnus Kalnins (2002 –)

## Discografia
- Lifeline – 2002
- Structures – 2003
- Colonisation – 2004
- FIXED – 2005
- Buried Again – 2008